# Armatobalanus
Armatobalanus là một chi giáp xác trong họ Balanidae. Chi này gồm ít nhất là các loài sau :
- Armatobalanus allium (Darwin, 1854)
- Armatobalanus arcuatus Hoek, 1913
- Armatobalanus californicus Zullo, 1967
- Armatobalanus cepa (Darwin, 1854)
- Armatobalanus filigranus (Broch, 1916)
- Armatobalanus motuketeketeensis Buckeridge, 1983
- Armatobalanus nefrens (Zullo, 1963)
- Armatobalanus nuagaonensis Carriol & Mohanti, 1993
- Armatobalanus quadrivittatus (Darwin, 1854)
- Armatobalanus quinquivittatus (Hoek, 1913)
- Armatobalanus terebratus (Darwin, 1854)